# IC 3234
IC 3234 ist eine elliptische Galaxie vom Hubble-Typ E0 im Sternbild Coma Berenices am Nordsternhimmel. Sie ist schätzungsweise 910 Millionen Lichtjahre von der Milchstraße entfernt und hat einen Durchmesser von etwa 80.000 Lichtjahren. Vermutlich bildet sie gemeinsam mit SDSS J122253.07+280641.5 ein gravitativ gebundenes Galaxienpaar.

Im selben Himmelsareal befinden sich unter anderem die Galaxien IC 3212, IC 3230, IC 3243, IC 3263.
Das Objekt wurde am  23. März 1903 von Max Wolf entdeckt.